# Плёс (станция)
Плёс — железнодорожная станция Приволжской железной дороги на линии Урбах — Ершов.
Станция Плёс относится к Саратовскому региону дороги.
Линия не электрифицирована, пассажирское движение обслуживается тепловозами Приволжской дороги серии ТЭП70, ТЭП70БС приписки ТЧ Саратов, грузовое движение тепловозами 2ТЭ10М, 2ТЭ10МК ТЧ Ершов.
На станции производится продажа билетов на пассажирские поезда.
Ближайшие станции: Мокроус и Жулидово.

## Дальнее сообщение
| Сезонное обращение поездов | Сезонное обращение поездов | Сезонное обращение поездов | Сезонное обращение поездов |
| № поезда                   | Маршрут движения           | № поезда                   | Маршрут движения           |
| -------------------------- | -------------------------- | -------------------------- | -------------------------- |
| 461                        | Уфа — Адлер                | 462                        | Адлер — Уфа                |